# Schwanden bei Brienz
Schwanden bei Brienz (bis 1911 offiziell Schwanden genannt) ist eine politische Gemeinde im Verwaltungskreis Interlaken-Oberhasli des Kantons Bern in der Schweiz.

## Name
Schwanden ist ein Rodungsname, der auf die Siedlung übertragen wurde. Der Name geht zurück auf das schweizerdeutsche Schwand- (Hau, Kahlschlag, Rodung). Der Zusatz «bei Brienz» wurde 1911 zur besseren Unterscheidung von gleichnamigen Ortschaften eingeführt wie z. B. Schwanden GL. Erste historische Erwähnung in Belegen, 1524, mit den Leyenn zendenn zu Schwanden.

## Geografie

Historisches Luftbild von Werner Friedli von 1952

Schwanden bei Brienz liegt im Berner Oberland südlich des Brienzer Rothorns. Die Nachbargemeinden von Norden beginnend im Uhrzeigersinn sind Giswil, Hofstetten bei Brienz, Brienz und Flühli. Das Brienzer Rothorn bildet die natürliche Grenze zwischen Berner Oberland und Zentralschweiz. Auf dem Brienzer Rothorn befindet sich ein Dreikantonseck zu den Kantonen Luzern und Obwalden ().
Das Dorf besteht aus den geografisch leicht versetzten Teilen Oberschwanden, Unterschwanden und Glyssen.
Die drei Wildbäche Glyssibach, Schwanderbach und Lammbach fliessen durch das Dorf und münden kurz darauf in den Brienzersee. In der Vergangenheit haben die Wildbäche des Öfteren Leid und Unheil über das Dorf gebracht. Um die Gefahr zu minimieren, wurden umfangreiche Verbauungen erstellt. Die drei Wildbäche und das Brienzer Rothorn sind symbolisch im Wappen dargestellt.

## Politik
Gemeindepräsident der Einwohnergemeinde ist Anton Reisacher (seit 1. Januar 2024).

## Bevölkerungsentwicklung
| Jahr | Einwohner |
| ---- | --------- |
| 1850 | 240       |
| 1880 | 334       |
| 1900 | 326       |
| 1930 | 303       |
| 1950 | 363       |
| 1960 | 355       |
| 1970 | 388       |
| 1980 | 433       |
| 1990 | 551       |
| 2000 | 605       |
| 2010 | 612       |
| 2019 | 630       |
| 2023 | 657       |

## Sehenswürdigkeiten
|  |  |

Auf der Landeskarte fällt in der Gemeinde Schwanden bei Brienz eine ungewöhnliche Signatur mit einer schwarz umrandeten blauen Linie auf. Diverse Kartennutzende fragen sich, um was für ein Objekt es sich dabei handeln könnte, da sie diese Signatur in der Zeichenerklärung der Landeskarte nicht finden. Beim topografischen Objekt handelt es sich um eine Rohrleitungsbrücke. Eine freiliegende, an zwei Seilen aufgehängte Wasserleitung wird mit Hilfe dieser Hängebrücke über den Lammbachgraben zwischen den Gebieten Irtschelen und Stafelmad der Nachbargemeinde Hofstetten bei Brienz geführt.